# Benátská dlažba
Benátská dlažba je technika podlahového krytí tvořeného mozaikou.
Využití benátské dlažby sahá do starověkého Říma a Řecka, ale plný rozkvět zažila v renesanční Itálii, především v Benátkách. Odtud také získala své jméno. Dlažby užívané v Benátkách se také vyznačovaly větší jemností a vyšší kvalitou materiálu.
Technika spočívá v mozaikovém uspořádání různých druhů kamene, například mramoru, uložených zpravidla do betonu. Kameny mohou být různých rozměrů a barev.
Benátská dlažba je vysoce žádaná i v současnosti (2022) pro svůj luxusní vzhled a dobré vlastnosti.